# جيري براون (موسيقي)
جيري براون (بالإنجليزية: Gerry Brown)‏ هو موسيقي ومهندس صوت أمريكي.

## وصلات خارجية
- جيري براون على موقع ميوزك برينز (الإنجليزية)
- جيري براون على موقع أول ميوزيك (الإنجليزية)
- جيري براون على موقع ديسكوغز (الإنجليزية)